# Сотир (дем Суровичево)
Сотир (на гръцки: Σωτήρας, Сотирас, катаревуса: Σωτήρ, Сотир, на турски: Sotur, Сотур) е село в Република Гърция, в дем Суровичево (Аминдео), област Западна Македония.

## География
Селото е разположено на 34 километра югоизточно от град Лерин (Флорина), на 3 километра югозападно от демовия център Суровичево (Аминдео) по железопътната линия, водеща към Кайляри (Птолемаида).

## История

### В Османската империя
През османската епоха селото е заселено от българи, за което говори и християнското му име Сотир. Но през XVIII век Али паша Янински заселва в Сотир и в съседните села Спанци и Гулинци турци юруци. В края на XIX век Сотир е смесено турско-циганско мюсюлманско село. В 1848 година руският славист Виктор Григорович описва в „Очерк путешествия по Европейской Турции“ Судиръ като влашко село.
В „Етнография на вилаетите Адрианопол, Монастир и Салоника“, издадена в Константинопол в 1878 година и отразяваща статистиката на населението от 1873 година, Сотер (Sotère) е споменато два пъти - веднъж като село в Леринска каза с 25 домакинства и 73 жители цигани и втори път като село в каза Джумали с 95 домакинства и 18 жители мюсюлмани и 300 българи.
В 1889 година Стефан Веркович пише за Сотир:
| „ | Село Сотир с 20 мохамедански къщи, от които се взима данък от 1080 пиастри. Това село е разположено вблизост до езерото Порофич. Жителите му се занимават със земеделие, скотовъдство и риболовство. | “ |

Според Васил Кънчов („Македония. Етнография и статистика“) в Сотир в 1900 година живеят 200 турци и 140 цигани.
На Етнографската карта на Битолския вилает на Картографския институт в София от 1901 година Сотир е чисто турско село в Леринската каза на Битолския санджак с 30 къщи.

### В Гърция
През Балканската война в селото влизат гръцки войски и след Междусъюзническата остава в Гърция. Боривое Милоевич пише в 1921 година („Южна Македония“), че Сотир има 25 къщи турци. След Гръцко-турската война при обмяната на населението между Турция и Гърция мюсюлманското население от Сотир, Спанци и Гулинци се изселва и на негово място са заселени бежанци от Кавказ.

### Преброявания
- 1913 – 340 души
- 1920 – 327 души
- 1928 – 137 души
- 1940 – 248 души
- 1951 – 186 души
- 1961 – 162 души
- 1971 – 153 души
- 2001 – 142 души
- 2011 – 108 души